# Callixte Kabayiza
Callixte Kabayiza, prêtre tutsi établi aujourd’hui à Montréal (Québec, Canada). Il a vécu le génocide au Rwanda en 1994. 
Il est le président de l’Association des Parents et Amis des Victimes du Génocide au Rwanda (Montréal) une institution offrant un encadrement aux parents et aux amis des victimes du génocide des Tutsi du Rwanda. Dans le cadre de cette association, l’abbé Kabayiza a tenu de nombreuses conférences et organisé plusieurs activités afin de rendre hommage aux disparus du génocide. Il également milité contre l'impunité, le négationnisme et le révisionnisme liés aux événements de 1994. À cette fin, il multiplie les manifestations pour lutter contre l’oubli des victimes.
Lors de la campagne électorale québécoise 2007, il a pris position publiquement contre les thèses jugées révisionnistes défendues par Robin Philpot (candidat pour le Parti québécois) dans un ouvrage intitulé Ça ne s’est pas passé comme ça à Kigali (Montréal, Les Intouchables, 2003). 
Rediscutés dans les médias à la faveur de la campagne électorale, les propos de Philpot sur le génocide au Rwanda constituent pour Kabayiza « une insulte à la mémoire des victimes et à la dignité des milliers de rescapés qui portent encore des séquelles physiques et psychologiques graves » . 
Dans plusieurs quotidiens montréalais et sur la chaîne d’information RDI (TVA), il a exigé la démission de Philpot et fait pression auprès d’André Boisclair, le chef du Parti québécois.
En son nom et au nom des membres de l’Association qu’il dirige, il s’est dit blessé par le fait qu'un candidat d'un parti politique québécois nie le génocide rwandais (RDI). Sur la même tribune, il a rappelé que des organisations comme l'ONU, le Tribunal pénal international pour le Rwanda ou encore Amnistie internationale ont toutes reconnu et condamné le génocide. Il également rappelé que l’événement avait bénéficié de la reconnaissance de la Chambre des communes du Canada et de l'Assemblée nationale du Québec. L'anthropologue montréalais Pierre Trudel a appuyé les allégations de Kabayiza et déploré les propos de Robin Phipot qu’il considère relever du négationnisme.